# ニコニコ♡LOVERS
ニコニコ♡LOVERS（ニコニコラバーズ）は、SPP撮影会が運営する女性アイドルグループである。略称は「ニコラバ」。

## 概要
- 2023年1月4日 - 第2期ニコラバのメンバー4人中3人が卒業。落合美梅が残り活動休止。
- 2023年2月4日 - 姉妹グループのニコニコ♡FRUITS（以下「ニコフル」）から、えぐノピリヤ、篠宮なぎさ、鈴木優梨亜の3名がニコフルを卒業し第3期ニコラバに合流。同日、ニコニコ♡PRINCESS（以下「ニコぷり」）のリーダーとして活動していた桃音あんながニコぷりを卒業しニコラバに合流。
- 2023年2月11日 - 第3期ニコラバがお披露目。なお、ニコフルは残るメンバー1名が卒業し事実上の解散。ニコぷりは活動を継続している。

- 2025年2月16日 - 奏怜花が卒業。同日、成瀬あいりが加入。

## メンバー

### ニコラバ（第3期）
| 名前         | よみ            | 生年月日 | 担当カラー     | 備考                                                                                    |
| ------------ | --------------- | -------- | -------------- | --------------------------------------------------------------------------------------- |
| 桃音あんな   | ももね あんな   | 12月5日  | ピンク         | ニコニコ♡LOVERS（第2期）脱退 → ニコニコ♡PRINCESSを経て ニコニコ♡LOVERS（第3期）に移籍。 |
| 落合美梅     | おちあい みう   | 6月6日   | 紫色           | リーダー。第2期から継続。                                                               |
| 鈴木優梨亜   | すずき ゆりあ   | 12月3日  | 赤色           | ニコニコ♡FRUITSから移籍。                                                               |
| 篠宮なぎさ   | しのみや なぎさ | 8月15日  | 水色           | ニコニコ♡FRUITSから移籍。                                                               |
| えぐノピリヤ | えぐの ぴりや   | 5月2日   | 青色           | ニコニコ♡FRUITSから移籍。                                                               |
| 紫咲ひみ     | しさき ひみ     | 5月2日   | ミントグリーン | アイドル未経験から加入。                                                                |
| 成瀬あいり   | なるせ あいり   | 5月5日   | 白色           | アイドル未経験から加入。                                                                |

卒業
| 名前   | よみ        | 生年月日 | 担当カラー | 備考 |
| ------ | ----------- | -------- | ---------- | --- |
| 奏怜花 | はた れいか | 12月13日 | 白色       | ニコニコ♡STREET卒業 → ESTLINK☆（他事務所）卒業 → ニコニコ♡LOVERS（第3期）卒業。 SPPモデルとして活躍中。 |